# Агарвал, Ашок Кумар
Ашок Кумар Агарвал (англ. Ashok Kumar Agarwal; 25 июня 1941 — 22 октября 2014) — индийский оператор и режиссёр. Работал над более чем сотней фильмов на малаялам, телугу, хинди и тамильском языках, в том числе с такими режиссёрами кино на малаялам как Адур Гопалакришнан, Раму Кариат, М. Т. Васудеван Наяр, П. Н. Менон, Бхаратан. Лауреат нескольких различных премий за лучшую операторскую работу, в том числе Национальной кинопремии Индии.

## Биография
Ашок Кумар родился 25 июня 1941 года, по другим источникам 1944, года в Аллахабаде (Уттар-Прадеш). Его отцом был поэт Кедарнат Агарвал, пишущий на хинди.
Решив связать свою жизнь с кино, Ашок, после получения диплома фотографа в Аллахабадском университете, отправился в Мадрас (ныне Ченнаи), где жили его родственники, и поступил в Институт кинематографии в Адьяре (ныне Государственный институт кино и телевидения имени М. Г. Рамачандрана).
Будущий оператор не хотел снимать типичные для Индии развлекательные фильмы, его больше привлекало «параллельное кино». Свой первый фильм, малаяламоязычный Janmabhoomi, режиссёром которого был его учитель Джон Шанкарамангалам, Ашок снял на 1,5 лакха (150 000 рупий), полученных от матери, так как никто больше не хотел финансировать съёмки. За эту картину он получил кинопремию штата Керала за лучшую операторскую работу.
Ашок Кумар начал работать в тамильской киноиндустрии в сотрудничестве с режиссёром Дж. Махендраном. Тот хотел пригласить его для съёмок своего дебютного фильма Mullum Malarum (1978), однако по ряду причин их первой совместной работой стала следующая кинолента Махендрана Uthiripookkal (1979). После этого Ашок был оператором почти во всех последующих картинах Махендрана, за исключением Sasanam (2006), во время съёмок которой он был занят другим фильмом. Одна из их общих кинолент, Nenjathai Killathe (1980), принесла ему Национальную кинопремию Индии за лучшую операторскую работу.
Другим режиссёром, с которым сотрудничал Ашок, был Фазиль, снимавший фильмы на малаялам. Вместе с Ашоком тот снял свой дебютный фильм Manjil Virinja Pookal (1980), а затем ещё два, Ente Mamattikkuttiyammakku (1983) и «Долгая разлука» (1984), после чего их сотрудничество прекратилось из-за занятости оператора в других проектах. Одним из них был первый индийский 3D фильм My Dear Kuttichathan (1984) режиссёра Аппачана. К этому времени Ашок оставил «параллельное» движение, переключившись на коммерческий кинематограф, так как ему надо было зарабатывать деньги, чтобы содержать семью.
В конце 1980-х Ашок Кумар сам попробовал себя в качестве режиссёра и снял шесть фильмов, один из которых — Abinandana (1988), классическая любовная история на телугу. Среди его наиболее известных операторских работ последних лет — тамильский блокбастер «Невинная ложь» с Прашантом и Айшварией Рай в главных ролях.
В мае 2014 года из-за проблем со здоровьем он был помещён в отделение интенсивной терапии SRM Hospital в Ченнаи. Он проходил лечение в больницах Ченнаи и Хайдарабада, но когда его состояние ухудшилось, семья забрала его домой, где он скончался в ночь со вторника на среду 22 октября 2014 года. У него остались жена Джоти и четверо сыновей, один из которых, Акаш Ашок Кумар, также является кинооператором.

## Награды
- 1970 — Кинопремия штата Керала за лучшую операторскую работу — Janmabhoomi
- 1974 — Кинопремия штата Керала за лучшую операторскую работу — Swapnam
- 1978 — Кинопремия штата Керала за лучшую операторскую работу — Taxi Driver
- 1981 — Национальная кинопремия Индии за лучшую операторскую работу — Nenjathai Killathe[3]
- 1981 — Кинопремия штата Тамилнад за лучшую операторскую работу — Nenjathai Killathe
- 1989 — Кинопремия штата Тамилнад за лучшую операторскую работу — Andru Peytha Mazhaiyil
- 2001 — Nandi Award за лучшую операторскую работу — Sri Sai Mahima[11]
- 2001 — V. Shantaram Awards за лучшую операторскую работу — Bawandar[12]